# Evelyne Hall
Evelyne Hall, född 10 september 1909 i Minneapolis, död 20 april 1993 i Oceanside, Kalifornien, var en amerikansk friidrottare.
Hon blev olympisk silvermedaljör på 80 meter häck vid olympiska sommarspelen 1932 i Los Angeles.